# Stazione di Plänterwald
La stazione di Plänterwald è una stazione ferroviaria di Berlino, sita nel quartiere omonimo.

## Movimento
La fermata è servita dalle linee S 8, S 85 e S 9 della S-Bahn.

## Interscambi
- Fermata autobus